# Сент-Луис Иглз
«Сент-Луис Иглз» (англ. St. Louis Eagles) — профессиональный хоккейный клуб из Сент-Луиса (штат Миссури, США), переехавший в 1934 году из Оттавы и выступавший в Национальной хоккейной лиге в сезоне 1934/35. По окончании сезона команда была расформирована.

## История
Великая депрессия стала главной причиной финансового кризиса в клубе «Оттава Сенаторз». Оттава на тот момент была самой маленькой агломерацией в лиге, и в поисках лучших условий команда переехала в Сент-Луис.
Переезд не устранил финансовых проблем клуба: «Иглз» провели в Сент-Луисе всего один сезон. Важным фактором исчезновения команды стали длинные и дорогостоящие железнодорожные переезды в Канаду и северо-восточные штаты.
В результате клуб пришлось расформировать: игроки с действующими контрактами были выставлены на драфт. Большинство из них были выбраны другими клубами НХЛ, остальные отправились в низшие лиги.